# Kostel svatého Vavřince (Nový Bydžov)
Kostel svatého Vavřince je římskokatolický děkanský kostel a nejstarší dochovaná stavba v Novém Bydžově.

## Historie
Byl postaven při založení města v letech 1305 až 1311 jako trojlodní kamenný kostel s hranolovou věží. Nachází se uprostřed malého parčíku nedaleko Masarykova náměstí, v bloku mezi Revoluční třídou, Komenského ulicí a ulicí Na valech. Vstup do kostela je ze západní strany (Komenského ulice) a ze severní strany (parčík uprostřed bloku). Původně byl zasvěcen Matce Boží. V letech 1680 a 1772 byl kostel barokně upravován.

## Zvony
- Václav – z roku 1507
- Median – z roku 1574
- Vavřinec – z roku 1999

## Duchovní správci farnosti
- Tykvan – děkanem kolem roku 1574
- Michal Staňků Dubnický (Pannonius) – farářem do roku 1597
- ThDr. JUDr. Jáchym de Wolhaben – děkan kolem roku 1650
- Ježek (švagr Františka Vladislava Heka) – děkanem kolem roku 1815
  - Vavřinec Vojtěch Dlask – narozen v roce 1787, krátce kaplanem děkana Ježka
- děkan Josef Mádle – narozen v roce 1894 v České Proseči, na kněze vysvěcen v roce 1918, zemřel 15. listopadu 1942
- Josef Pípal – narozen 2. února 1915 v Košeticích, na kněze vysvěcen 29. června 1940 v Hradci Králové, zemřel 17. března 1997 v Havlíčkově Brodě; kaplan a po smrti děkana Mádleho administrátor děkanství
  - Arnošt Mališ – narozen 29. prosince 1910 ve Frýdlantu nad Ostravicí, na kněze vysvěcen v červenci 1936, zemřel 26. prosince 1958 ve Frýdlantu nad Ostravicí; katecheta v Novém Bydžově od 1. září 1941 do 31. srpna 1947
- děkan Miroslav Paclík – narozen 22. března 1925 v Rybníčku, na kněze vysvěcen 29. června 1949 v Hradci Králové, zemřel 4. ledna 2001 v Novém Bydžově; duchovním správcem novobydžovským byl od roku 1966
- děkan Mgr. Ing. Ľubor Schlossár – narozen 13. srpna 1965 v Bojnicích, na kněze vysvěcen 15. června 1995; v Novém Bydžově nejprve jako administrátor, děkanem od 1. února 2008